# Manuloc
Manuloc est une entreprise française de service aux entreprises, spécialisée dans les métiers de la manutention.

## Historique
Créé en 1964, le groupe propose des contrats de maintenance « full service » sur des matériels de manutention. Il est également présent sous différentes formes dans huit autres pays européens.

## Effectifs
En 2020, Manuloc compte environ 1 300 salariés en incluant les effectifs de ses filiales et réalise un chiffre d'affaires global de 400 millions d'euros.
Manuloc détient également les sociétés Multiparts, Manulogistique, Kim, Makolift, Manuloc Polska, Manuloc CH, Manuloc Romania, ainsi que Manuloc International. La Société GIFFARD est partenaire dans la région Ouest et en Bretagne. Le groupe conduit les activités suivantes :
- distribution
- conseil par l’expertise multimarques
- maintenance de parc de matériel et véhicules industriels
- exploitation de logistique interne